# Camí de retorn
Camí de retorn (títol original: Catchfire) és una pel·lícula estatunidenca dirigida per Dennis Hopper i Alan Smithee el 1990. Ha estat doblada al català.

## Argument
Com ha estat testimoni d'un homicidi organitzat per la màfia, els dies d'Anne Benton estan comptats. Refusa la protecció de la policia, fuig i intenta refer la seva vida sota una nova identitat. Però Milo, assassí professional, la troba sense massa dificultat.

## Repartiment
- Dennis Hopper: Milo
- Jodie Foster: Anne Benton
- Dean Stockwell: John Luponi
- Vincent Price: Mr. Avoca
- John Turturro: Pinella
- Fred Ward: Pauling
- Julie Adams: Martha
- Tony Sirico: grec
- Sy Richardson: capità Walker
- Frank Gio: Frankie
- Helena Kallianiotes: Grace Carelli
- Charlie Sheen: Bob
- Jerry SuSra.rs: Rianetti
- Bob Dylan: artista (convidat)
- Joe Pesci: Leo Carelli (convidat)